# Seliștea (okręg Mehedinți)
Seliștea – wieś w Rumunii, w okręgu Mehedinți, w gminie Isverna. W 2011 roku liczyła 495 mieszkańców.